# Benvenuta (film)
Pour les articles homonymes, voir Benvenuta.
Pour plus de détails, voir Fiche technique et Distribution.
Benvenuta est un film italo-franco-belge réalisé par André Delvaux, sorti en 1983, tiré d'un roman de Suzanne Lilar intitulé La Confession anonyme.

## Synopsis
Jeanne, une romancière vivant à Gand, écrivit jadis la chronique scandaleuse d'un amour, celui de Livio et Benvenuta. Un jeune scénariste tente d'en découvrir les détails pour en faire un film. Au contact du jeune homme et au gré de ses confidences ou de ses mensonges, Jeanne revit cette passion absolue, réelle ou inventée.

## Commentaire
Entre Gand et Naples, entre littérature et cinéma, entre musique pour piano et écriture pour l'image, un film au cœur de l'esthétique d'André Delvaux.
François Jost, chercheur en communication, fait mention de ce film dans son ouvrage Sous le cinéma, la communication : selon son analyse, ce film montre que "la thèse d'un écrivain peut affirmer le contraire de son art littéraire".

## Fiche technique
- Titre original : Benvenuta
- Réalisation : André Delvaux
- Scénario : André Delvaux
- Production : Jean-Claude Batz
- Société de production : UGC, Europe 1,  FR3 Cinéma, La Nouvelle Imagerie, Opera Film Produzione, Ministère de la Communauté française de Belgique
- Musique : Frédéric Devreese
- Photographie : Charles Van Damme
- Montage : Albert Jurgenson
- Décors : Claude Pignot
- Costumes : Rosine Delamare
- Pays de production :  Belgique,  France,  Italie
- Genre : drame, romance
- Durée : 105 minutes
- Format : Couleur
- Dates de sortie :   	
  - Canada : 20 août 1983 (Montréal World Film Festival)
  - France : 7 septembre 1983
  - Belgique : 15 septembre 1983

## Distribution
- Fanny Ardant : Benvenuta
- Vittorio Gassman : Livio Carpi
- Françoise Fabian : Jeanne
- Mathieu Carrière : François
- Claire Wauthion : Inge
- Philippe Geluck : le père
- Anne Chappuis : la mère
- Armando Marra : le chanteur
- Renato Scarpa : le journaliste
- Franco Trevisi : le policier
- Turi Giuffrida : le douanier
- Goddart : l'hôtesse
- Franco Angrisano : le gardien de la villa des Mystères
- Tamara Triffez : Jeune dame
- Beatrice Palme : la biche

## Autour du film
- Disponible en DVD le 3 mai 2011[réf. souhaitée]